# 2014 sur Internet
Cet article présente les faits marquants de l'année 2014 sur Internet.

## Évènements

### Février
- 19 février : Facebook annonce racheter le service de messagerie instantanée Whatsapp pour 19 milliards de dollars[1]. L'opération se concrétise finalement le 6 octobre de la même année pour la somme de 21,9 milliards de dollars[2].
- 25 mars : Facebook annonce racheter Oculus VR pour 2 milliards de dollars[3].

### Août
- 25 août : Twitch, le service web de streaming vidéo en direct et de vidéo à la demande, est racheté par Amazon, pour 970 millions de dollars[4].

## Septembre
Kevin et Henry Tran (Le Rire Jaune) dépassent le million d'abonnés sur la plateforme YouTube.